# Hoher Filzberg
Der Hohe Filzberg ist ein Berg im niederbayrischen Landkreis Freyung-Grafenau.
Der 1279 Meter hohe Berg liegt etwas mehr als einen Kilometer östlich des fast hundert Meter höheren Lusen. Im Süden etwa einen Kilometer entfernt liegt der Sulzriegel (1260 m), im Norden durch das Tal des Kleinen Schwarzbachs getrennt der Steinfleckberg (1341 m). Nach Osten hin fällt der Berg in das Tal des Reschbachs hinab. Die nächstgelegenen Ortschaften sind Finsterau im Osten und Waldhäuser im Westen.
Der Name des Bergs erklärt sich vermutlich dadurch, dass sich etwa zweihundert Meter östlich des Gipfels ein kleines Filz (bayrisch für Hochmoor) befindet. Wie am Lusen und einigen anderen umgebenden Bergen auch wurde der Fichtenbestand am Hohen Filzberg durch den Borkenkäfer fast vollständig vernichtet. Da der Berg komplett im Nationalpark Bayerischer Wald liegt, wurden keine Gegenmaßnahmen ergriffen, sondern die Natur sich selbst überlassen (siehe hier).